# Liste der Auslandsreisen von Bundespräsident Theodor Heuss
Der deutsche Bundespräsident Theodor Heuss hat während seiner Amtszeit vom 12. September 1949 bis zum 12. September 1959 folgende offizielle Auslandsreisen durchgeführt.

## 1956
| Datum       | Ort          |
| ----------- | ------------ |
| 14.–22. Mai | Griechenland |

## 1957
| Datum            | Ort          |
| ---------------- | ------------ |
| 5.–13. Mai       | Türkei       |
| 19.–22. November | Italien      |
| 27.–28. November | Vatikanstadt |

## 1958
| Datum              | Ort                    |
| ------------------ | ---------------------- |
| 28. Mai – 3. Juni  | Kanada                 |
| 4. Juni – 23. Juni | Vereinigte Staaten     |
| 20.–23. Oktober    | Vereinigtes Königreich |